# Delincourt
Delincourt ist eine französische Gemeinde mit 533 Einwohnern (Stand 1. Januar 2022) im Département Oise in der Region Hauts-de-France. Sie gehört zum Arrondissement Beauvais, zur Communauté de communes du Vexin Thelle und zum Kanton Chaumont-en-Vexin.

## Geographie
Die vom Flüsschen Réveillon durchquerte Gemeinde Delincourt liegt in der Landschaft Vexin française an der Grenze zum Département Eure, sechs Kilometer südöstlich von Gisors. Zu Delincourt gehören die Ortsteile Le Mesnil, La Croix, Les Carrières, Les Cerisiers und Égremont.

## Einwohner
| Jahr                       | 1962 | 1968 | 1975 | 1982 | 1990 | 1999 | 2010 | 2021 |
| -------------------------- | ---- | ---- | ---- | ---- | ---- | ---- | ---- | ---- |
| Einwohner                  | 296  | 286  | 332  | 447  | 503  | 510  | 511  | 520  |
| Quellen: Cassini und INSEE |      |      |      |      |      |      |      |      |

## Sehenswürdigkeiten
- Kirche Saint-Léger, seit 1926 als Monument historique eingetragen[1][2]
- Menhir Pierre levée

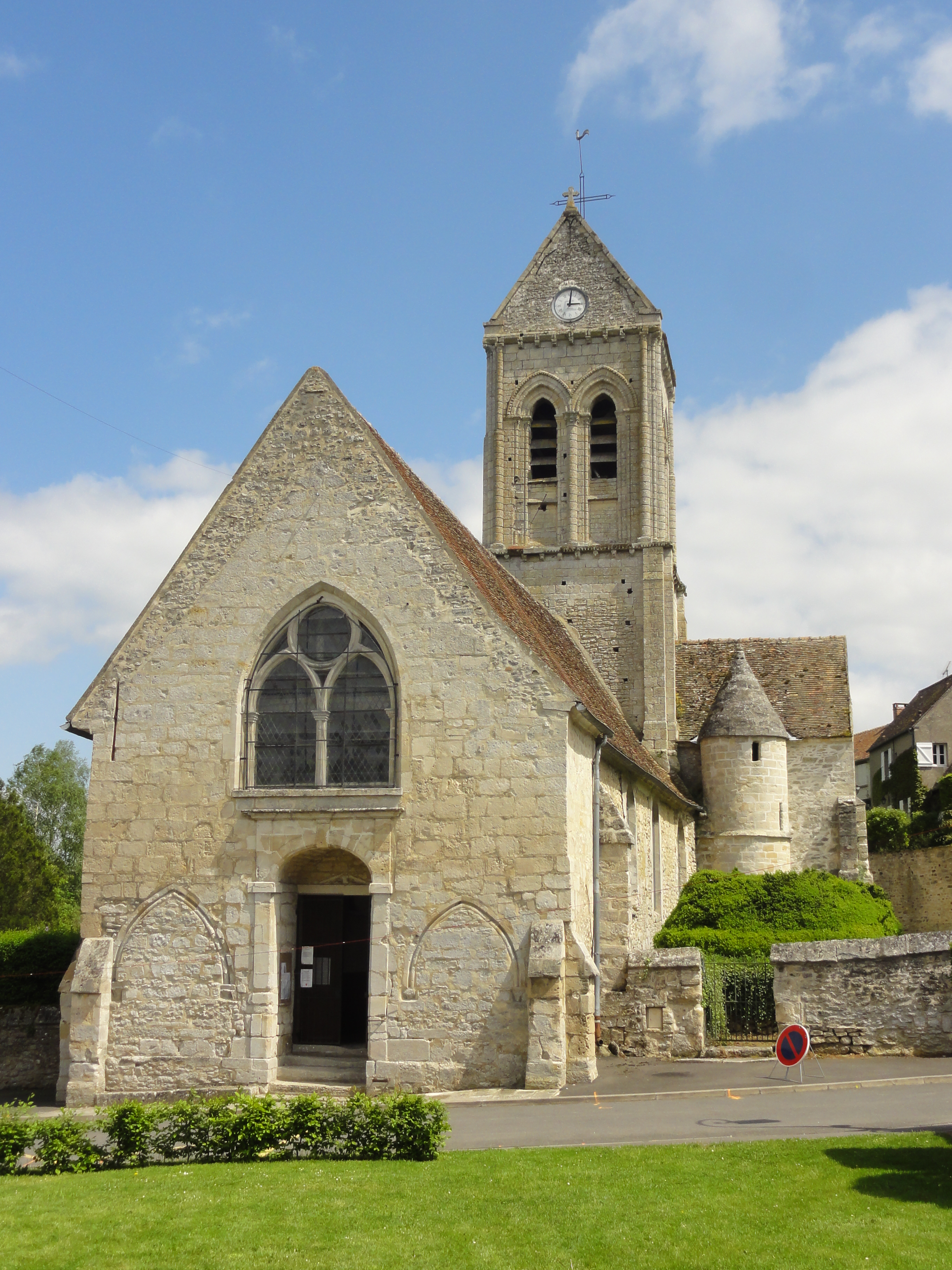
Kirche Saint-Léger
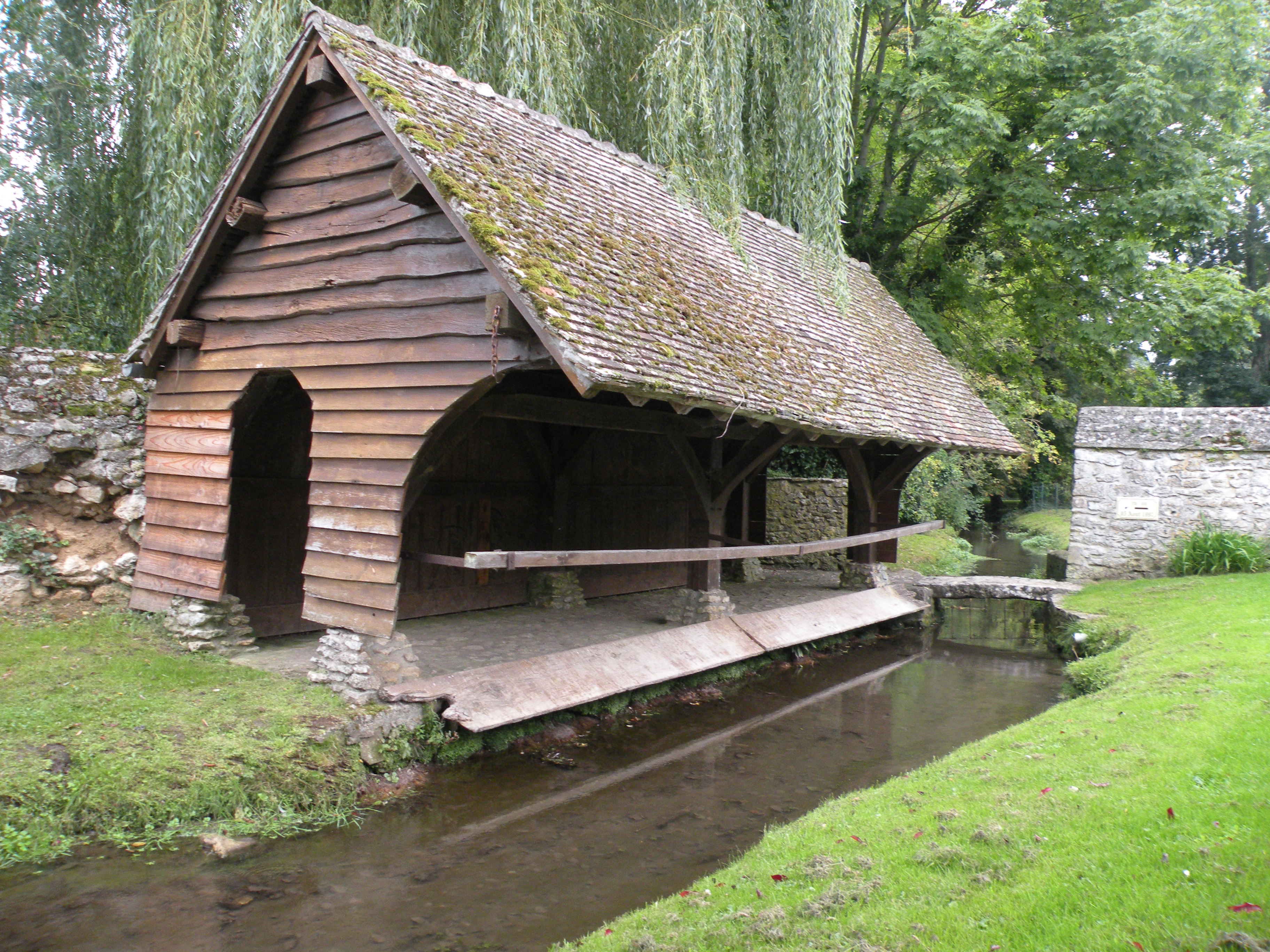
Ehemaliges öffentliches Waschhaus